# Dames Quarter
Dames Quarter est une census-designated place située dans le comté de Somerset, dans l’État du Maryland, aux États-Unis. Lors du recensement de 2020, elle comptait 142 habitants.